# Lijst van burgemeesters van Oudendijk
Dit is een lijst van burgemeesters van de voormalige Nederlandse gemeente Oudendijk. Op 1 januari 1979 fuseerde deze gemeente met de gemeenten Avenhorn, Berkhout en Ursem tot de gemeente Wester-Koggenland, die zelf per 1 januari 2007 fuseerde tot gemeente Koggenland.
| Ambtsperiode | Naam burgemeester                       | Partij of stroming | Bijzonderheden                                                                     |
| ------------ | --------------------------------------- | ------------------ | ---------------------------------------------------------------------------------- |
| 1817 - 1821  | Pieter Purmer                           |                    | eerst schout?                                                                      |
| 1821 - 1850  | Nicolaas (N.) Carbasius                 |                    |                                                                                    |
| 1850 - 1853  | Pieter (P.) Willig                      |                    |                                                                                    |
| 1853 - 1865  | Gerardus Henricus Bast                  |                    | tevens burg. van Beets                                                             |
| 1865 - 1875  | Cornelis Bloem Az.                      |                    | tevens burg. van Beets                                                             |
| 1875 - 1877  | jhr. Dirk Christiaan Joan van Akerlaken |                    | tevens burg. van Beets                                                             |
| 1877 - 1892  | Jan (J.) Daalwijk                       |                    | tevens burg. van Beets                                                             |
| 1892 - 1915  | Hendricus (H.) Stam                     |                    | tevens burg. van Beets                                                             |
| 1915 - 1943  | Dirk (D.) Stam                          |                    | tevens burg. van Beets                                                             |
| 1943 - 1945  | Cornelis (C.A.) Steketee                |                    | waarnemend, tevens waarnemend burgemeester van Beets                               |
| 1945 - 1954  | Jan (J.) Bouwman                        |                    | van juni 1945 tot juni 1946 waarnemend; tevens (waarnemend) burgemeester van Beets |
| 1954 - 1967  | H. Warners                              | PvdA               | tevens burg. van Beets                                                             |
| 1968 - 1979  | Jan Cornelisse                          | KVP / CDA          | tevens burg. van Avenhorn                                                          |